# 万镇 (芒什省)
万镇（法語：Vains）是法国芒什省的一个市镇，属于阿夫朗谢区（Avranches）阿夫朗谢县（Avranches）。该市镇总面积8.58平方公里，2009年时的人口为730人。

## 人口
万镇人口变化图示